# 神奈川 (小惑星)
神奈川 (かながわ、17683 Kanagawa) は、メインベルトに位置する小惑星の一つ。神奈川県秦野市のアマチュア天文家、浅見敦夫により発見された。
神奈川県から命名された。